# Centre sportif académique de Mbankomo
Le Centre sportif académique de Mbankomo est un centre d’excellence de football de la Confédération africaine de football au Cameroun. Ce centre aux normes internationales est situé dans le village de Mbankomo (à 25 km de Yaoundé sur l’axe lourd Yaoundé-Douala).
C'est un espace calme en pleine forêt équatoriale, un lieu de préparation aux compétitions. Il dispose d’infrastructures modernes et adaptées aux sportifs.
C'est un lieu de rassemblement des Lions indomptables pour les matchs à domicile.

## Le centre
Cette académie de la CAF est située à Mbankomo, hors zone urbaine et loin du bruit.

### La vocation internationale
Quelques sélections ayant déjà utilisées les infrastructures du centre :
- Les Étalons du Burkina Faso[1],
- L'Équipe d'Afrique du Sud de football féminin
- Les Lions Indomptables du Cameroun[2]
- Les Leopards de la République démocratique du Congo

## Infrastructures
Le centre est opérationnel depuis 2010, se situe en pleine forêt équatoriale, dans un espace calme, sécurisé et idéal pour les stages, les mises au vert, les séminaires… 

### Réalisations effectives
- 2 aires de jeu terrains de football avec gazon synthétique
- 1 terrain de jeu avec du gazon naturel
- 1 aire de jeu multisports pour du volley-ball, du basket-ball et du handball
- 1 terrain de tennis
- 1 piscine semi-olympique
- 35 chambres doubles
- 5 chambres individuelles
- 2 salles de gymnastique équipées d’appareils de remise en forme de haute technologie
- 1 salle de sauna
- 1 hammam
- 1 jacuzzi
- 1 salle de conférence de 110 places entièrement sonorisée et dotée d’une cabine de traduction
- 4 salles sonorisées de 30 places chacune servant pour la préparation technique des joueurs et les séminaires ateliers.
- 1 restaurant de 104 places
- 1 terrasse avec bar
- 1 hall donnant accès aux multiples infrastructures du centre.
- 2 villas
- 1 Bâtiment administratif
- 1 aire d'oxygénation, qui serpente les 24 hectares de terrain disponible qui sont en train d'être aménagé pour la marche sportive.
- 2 parkings pouvant accueillir 250 véhicules sont aménagés.
- 9 réservoirs d'une contenance de 12,000 litres provenant d'un forage serviront l'approvisionnement en eau potable.
- 3 générateurs pour la fourniture en énergie électrique.

6 hectares sur les 24 hectares à disposition sont occupés.